# Partido Radical Campesino
El Partido Radical Campesino (rumano: Partidul Radical-Țărănesc, PRȚ) era un partido político en rumano: Partidul Radical-Țărănesc.

## Historia
El partido estuvo establecido por Grigore Iunian el 22 de noviembre de 1933, absorbiendo al Partido Democrático Campesino Sterista. Ganó asientos de asientos en la Cámara de Diputados en las elecciones generales de 1933. En las elecciones de 1937 ganó nueve asientos, pero estuvo prohibido el año siguiente debido a la introducción de la Constitución de 1938.